# Sebastian Gripenberg
Odert Sebastian Gripenberg (né le 8 mars 1850 à Kurkijoki (fi) – mort le 12 juin 1925 à Helsinki), est un  architecte, sénateur et banquier finlandais.

## Biographie
Ses parents sont le sénateur et baron Johan Ulrik Sebastian Gripenberg et Maria Loviisa Örnberg. Sa sœur est la célèbre féministe Alexandra Gripenberg. 
Son épouse est Hilma Johanna Lindfors, ils auront 3 enfants  la danseuse Maggie Gripenberg (1881–1976), l'ingénieur naval Hans Henrik Sebastian (1882–1966) et Aili Johanna Elisabet von Freymann (1885–1945).
Gripenberg reçoit d'abord une formation militaire puis d'ingénieur militaire à Saint-Pétersbourg. 
La carrière militaire ne l'intéressant pas il étudie l’architecture à l'école polytechnique d'Helsinki puis en Autriche. 
Il débute comme architecte indépendant de 1879 à 1908. Puis il est directeur général de la Direction des bâtiments de Finlande de 1887 à 1904. 
Il est un fervent fennomane et il conçoit des bâtiments pour mettre en valeur la culture finnoise à ses débuts parfois bénévolement. 
Il est sénateur pendant environ une année puis termine sa carrière comme directeur de la banque Säästöpanki d'Helsinki.

## Ouvrages principaux

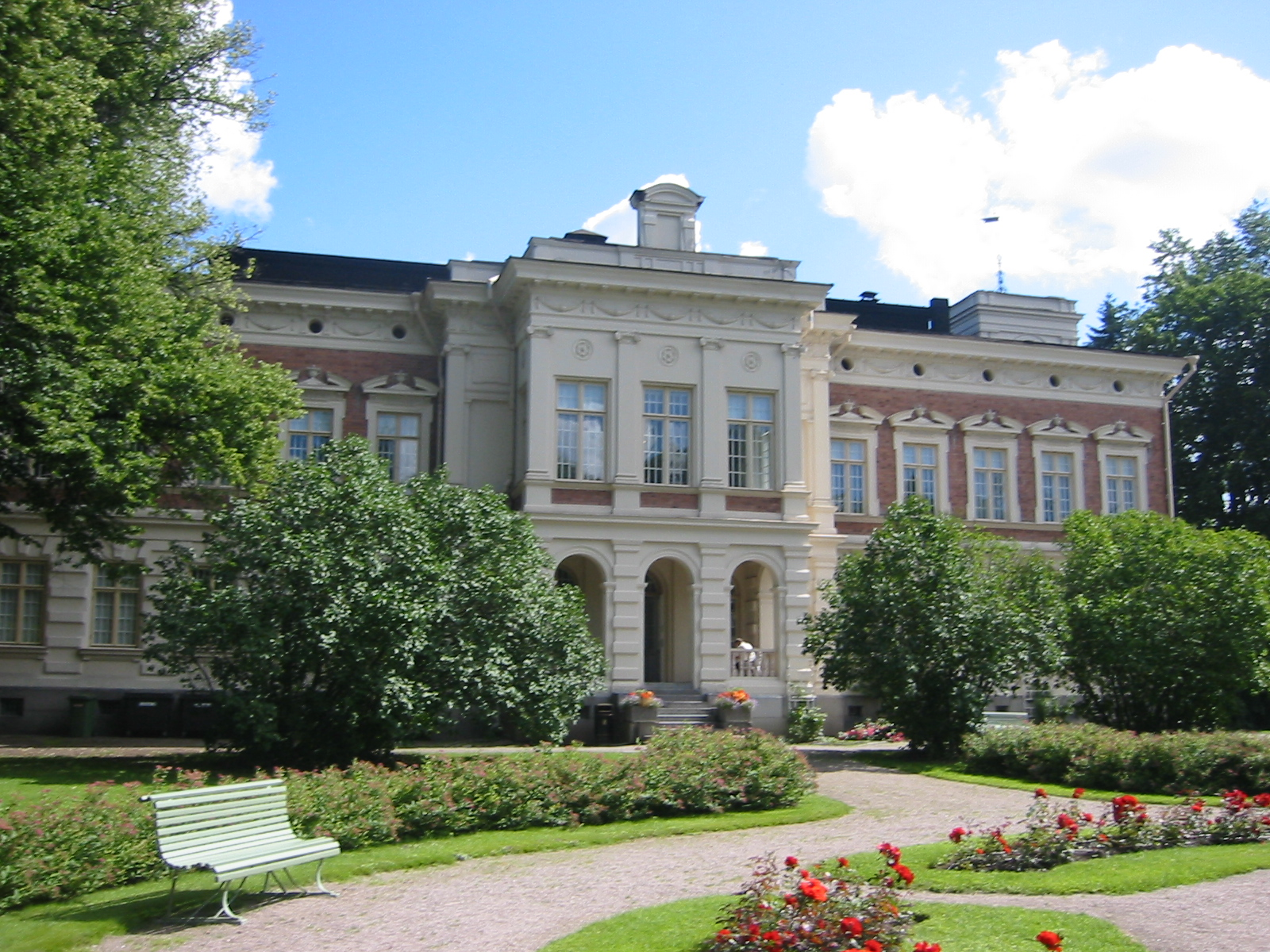
Manoir de Hatanpää, Tampere.

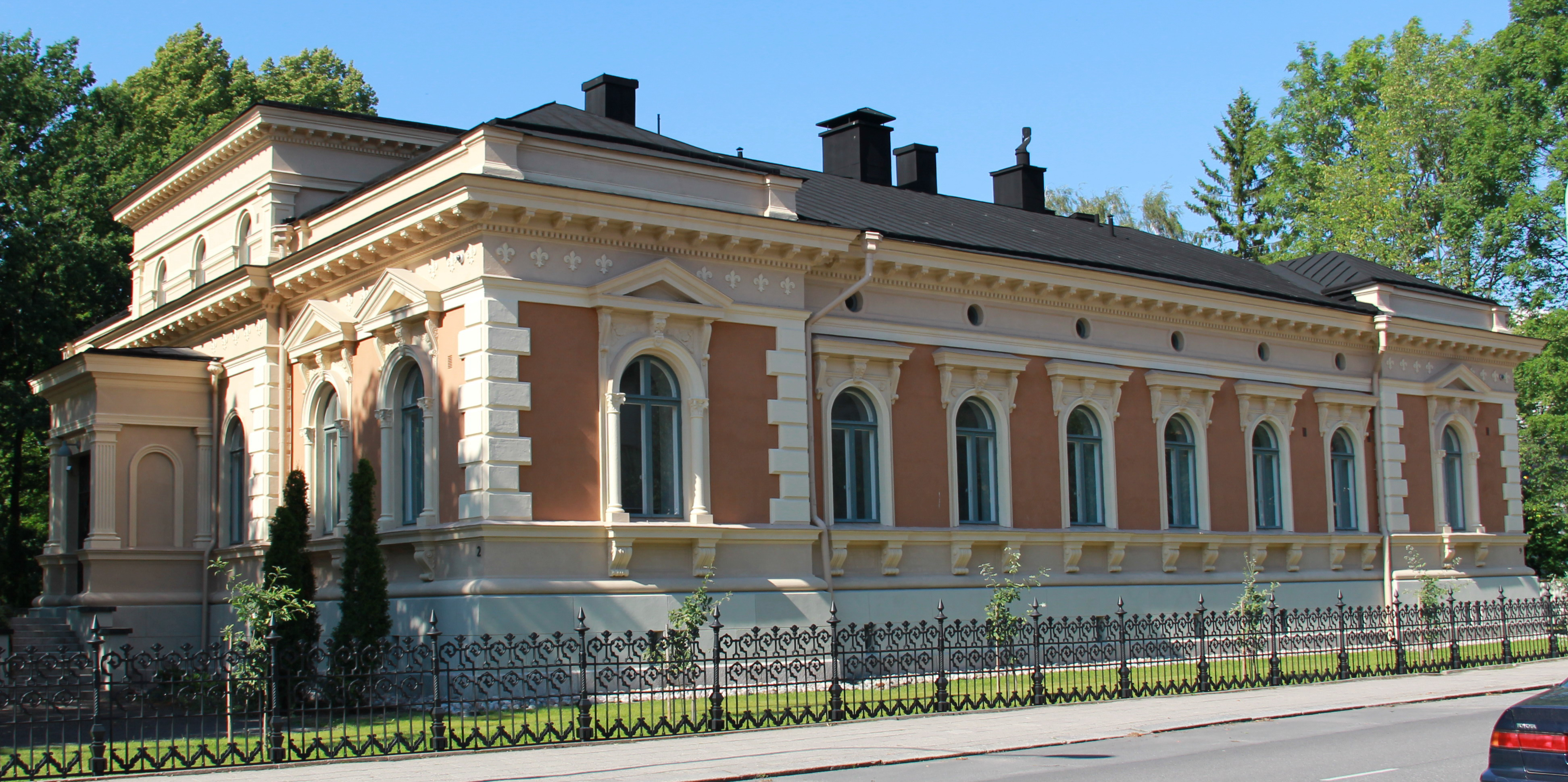
Résidence de l’archevêque conçue avec Ludvig Isak Lindqvist et Johan Jacob Ahrenberg.

### Bâtiments publics
- 1880, Ancienne mairie de Tammisaari, Raseborg
- 1881, Théâtre de Väinölänniemi, Kuopio,
- 1883, École finlandaise de filles, Helsinki,
- 1888, Maison de la Société de littérature finlandaise, Helsinki
- 1886, Église de l'Église libre de Finlande, Helsinki,
- 1887, Archevêché, Turku
- 1888, Bâtiment de la banque Säästöpankki de Turku, Turku,
- 1889, Zone du régiment des dragons, Lappeenranta,
- 1889, École de commerce de Raahe, Raahe,
- 1892, Maison des compagnies d'assurances de Finlande, Helsinki,
- 1895, Hôpital de Pitkäniemi, Nokia
- 1895, Église de Pyhäjärvi, Pyhäjärvi,
- 1898, Poste de Turku, Turku.
- 1902, Lycée de Jyväskylä

### Bâtiments d'habitation
- 1879, Maison Ahlqvist, Kotka,
- 1882, Villa Billnäs, Pohja,
- 1884, Manoir de Hatanpää, Tampere,
- 1884, Manoir de Kellokoski, Tuusula,
- 1886, Maison Ekestubbe, Helsinki,
- 1886, Villa des Gripenberg, Herttoniemi, Helsinki,
- 1887, Archevêché, Turku
- 1894, Habitation des Gripenberg, Bernhardinkatu 7, Helsinki,
- 1898, Villa Idman, Tampere,
- 1898, Villa Keisarinna, Punkaharju,
- 1903, Presbytère de la paroisse orthodoxe, rue Liisankatu, Helsinki,
- 1906, Oma pohja, Oikokatu, Helsinki.

## Galerie

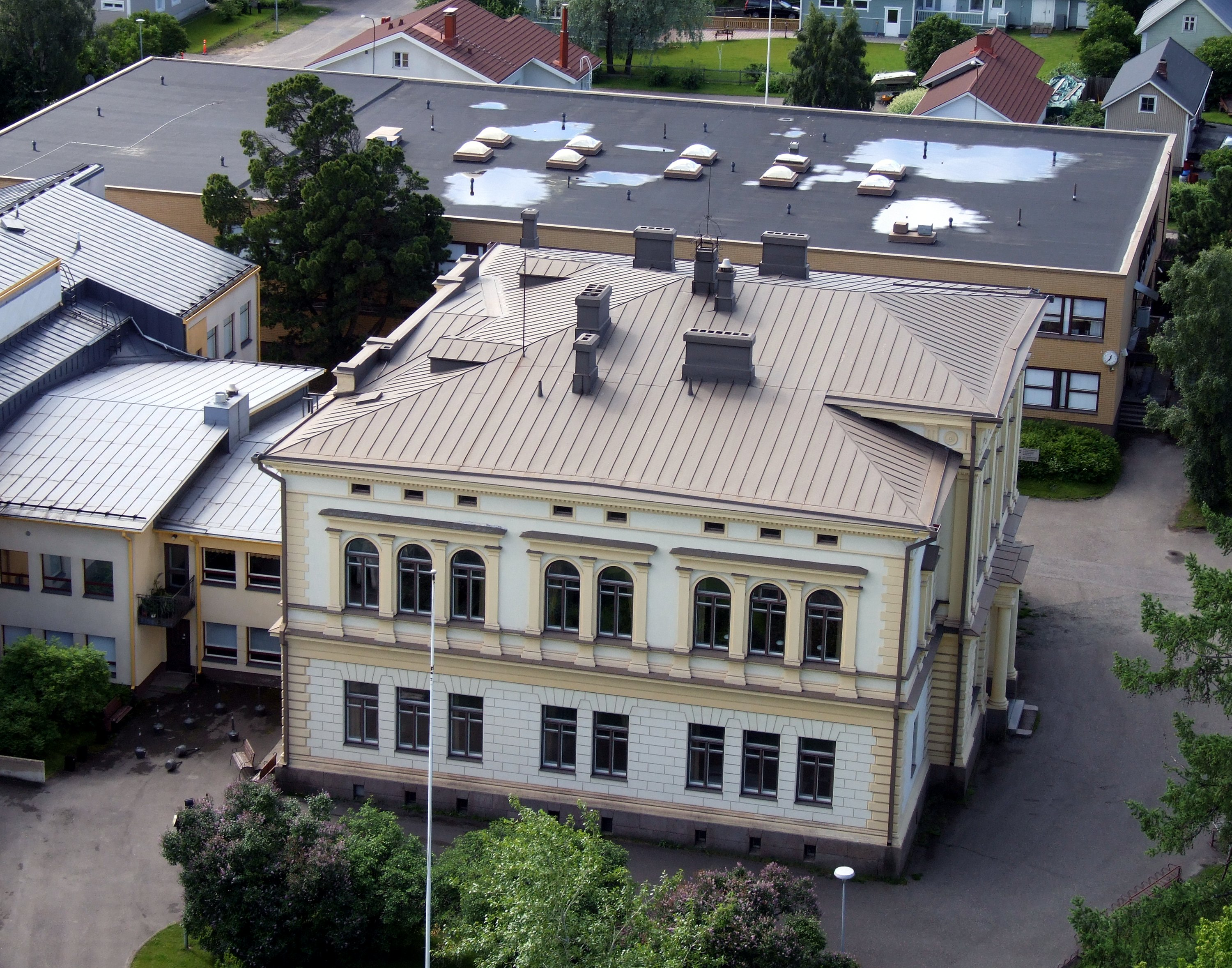
École de commerce de Raahe.
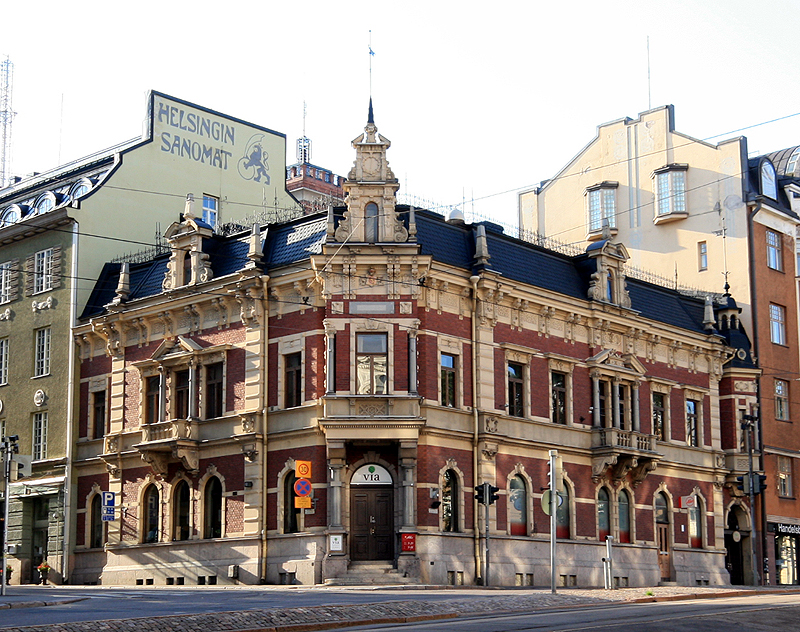
Bâtiment à Ludviginkatu 10 / Erottajankatu 13, Helsinki.
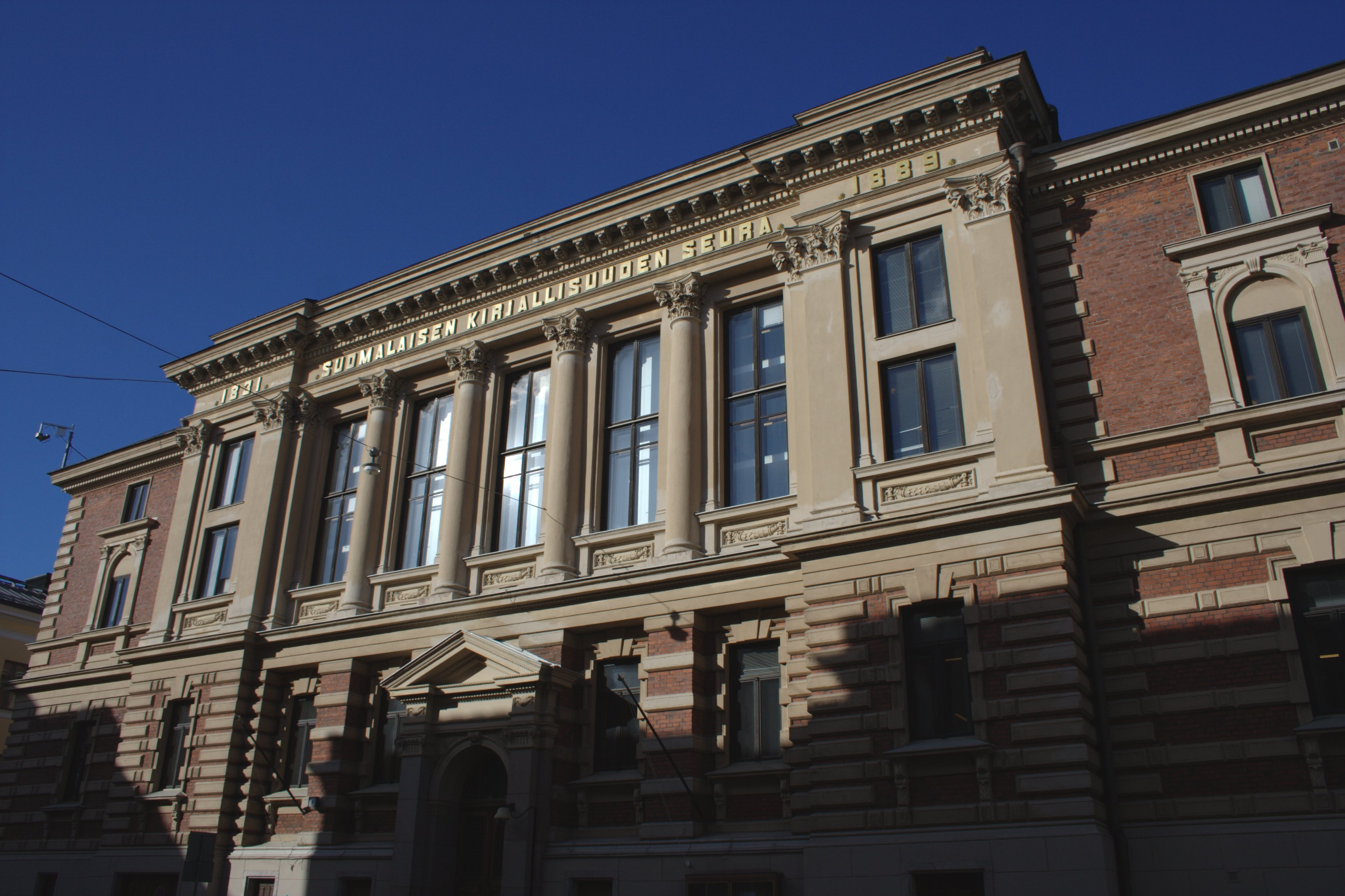
Maison de la Société de littérature finlandaise, Helsinki.
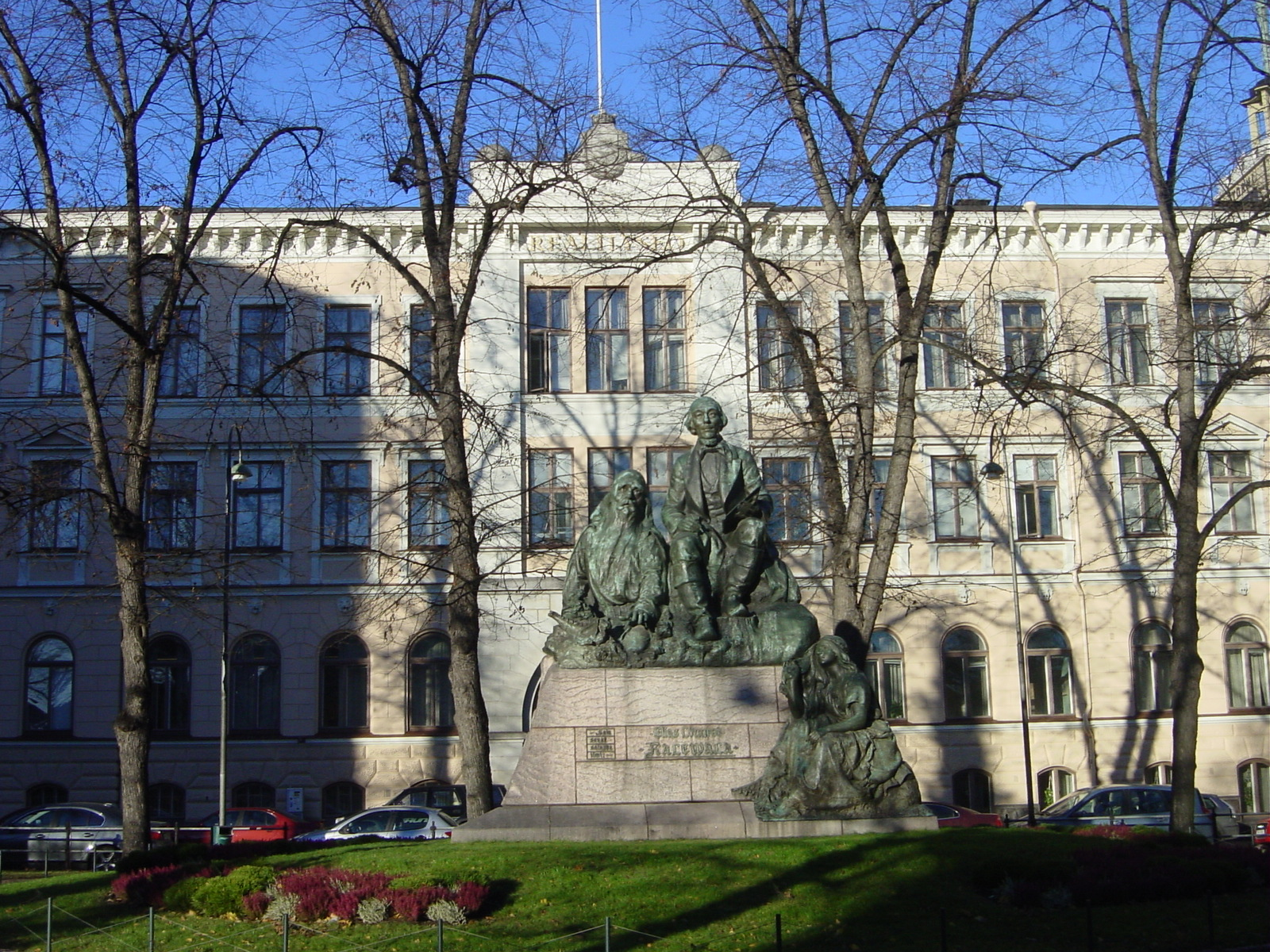
Lycée Ressu.
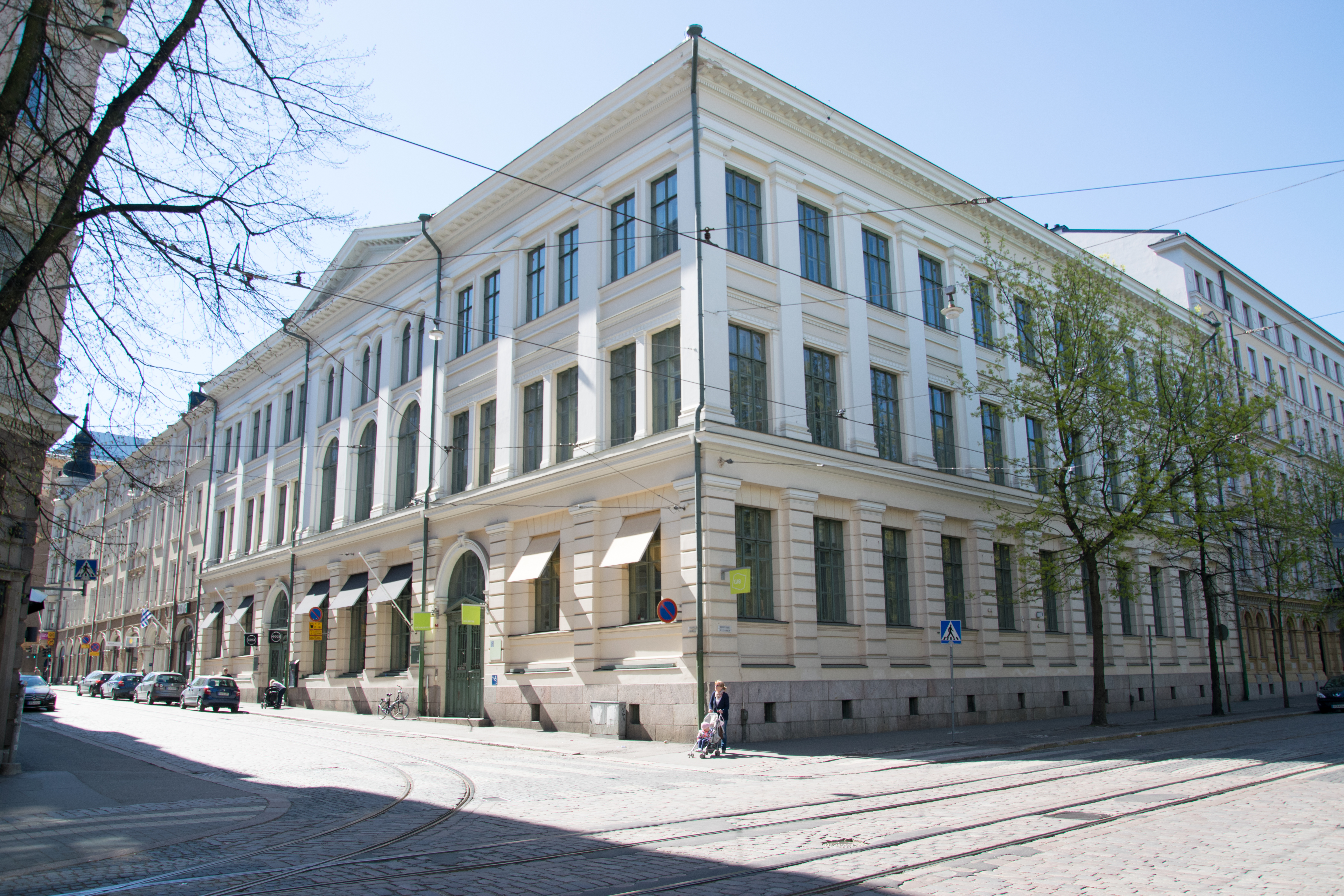
Salle des fêtes de Kamppi.
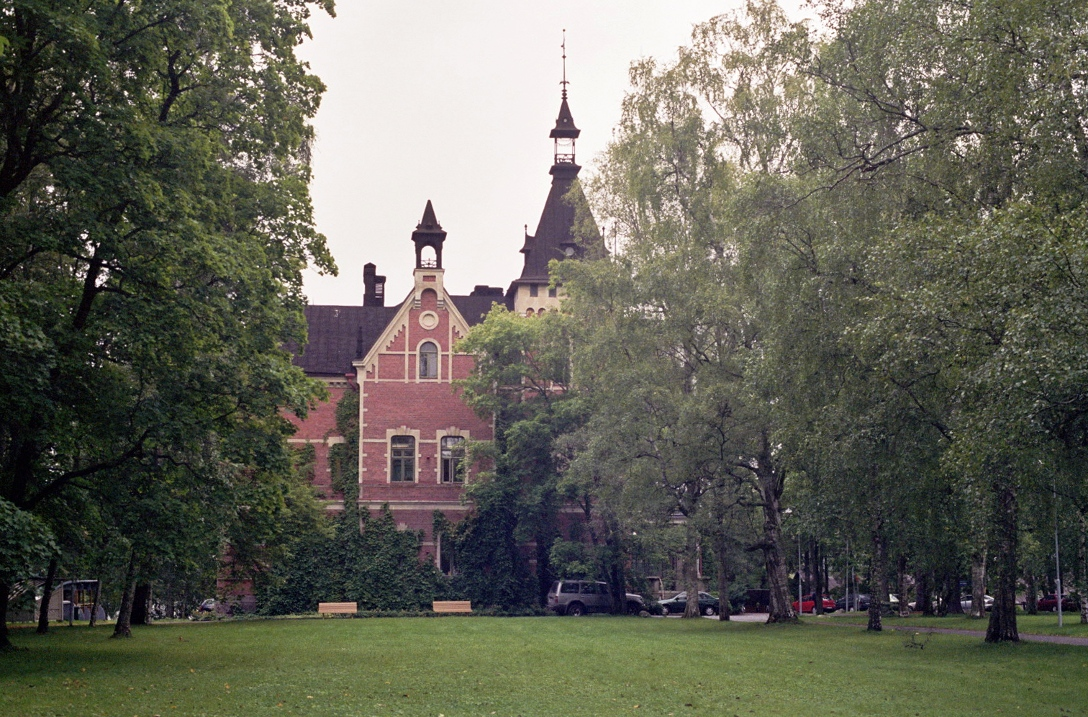
Villa Idman à Tampere.